# Marquesado de Cerralbo
El marquesado de Cerralbo es un título nobiliario español de carácter hereditario. Fue concedido el 2 de enero de 1533 por Carlos I a Rodrigo Pacheco y Osorio, VI señor de Cerralbo, capitán general y gobernador de Galicia.

## Historia
Tras la muerte sin sucesión del IV marqués fue heredado por Leonor de Velasco y de la Cueva, XI condesa de Siruela y II condesa de Villalobos. 
Comenzó entonces una etapa de titulares que no dejaron sucesión, hasta que lo heredó la familia Moctezuma, descendientes de Moctezuma Xocoyotzin, emperador de los mexicas. Carlos III les concedió la grandeza de España de segunda clase el 28 de agosto de 1780.
En la actualidad pertenece a esta última familia, con el apellido de Aguilera por varonía, siendo titular Fernando de Aguilera y Narváez, XX marqués de Cerralbo, quien también ostenta los títulos de VII marqués de Cúllar de Baza, XV marqués de Almarza y XI conde de Casasola del Campo

## Denominación
Su denominación hace referencia al municipio de Cerralbo, en la provincia de Salamanca, en la comunidad autónoma de Castilla y León, y su archivo histórico se encuentra depositado en la Sección Nobleza del Archivo Histórico Nacional.

## Señores de Cerralbo
- Esteban Pacheco Alfonso, I señor de Cerralbo, concedido por Enrique II de Castilla en 1379.

Contrajo matrimonio con Juana Rodríguez Varillas, le sucedió su hijo:
- Juan Pacheco Rodríguez, II señor de Cerralbo.[3]

Se casó con María Rodríguez Cueto, le sucedió su hijo:
- Esteban Pacheco Rodríguez, III señor de Cerralbo.[3]

Contrajo matrimonio con Inés de Monroy. Le sucedió hija:
- María Pacheco y Monroy, IV señora de Cerralbo.[3]

Se casó con Álvar Pérez Osorio de la casa de los marqueses de Astorga, les sucede su hijo don Juan.
- Juan Pacheco y Osorio, V señor de Cerralbo.[3]

Contrajo matrimonio con Catalina Maldonado. le sucedió su nieto:
- Rodrigo Pacheco y Osorio, VI señor y I marqués de Cerralbo.[3]

## Marqueses de Cerralbo

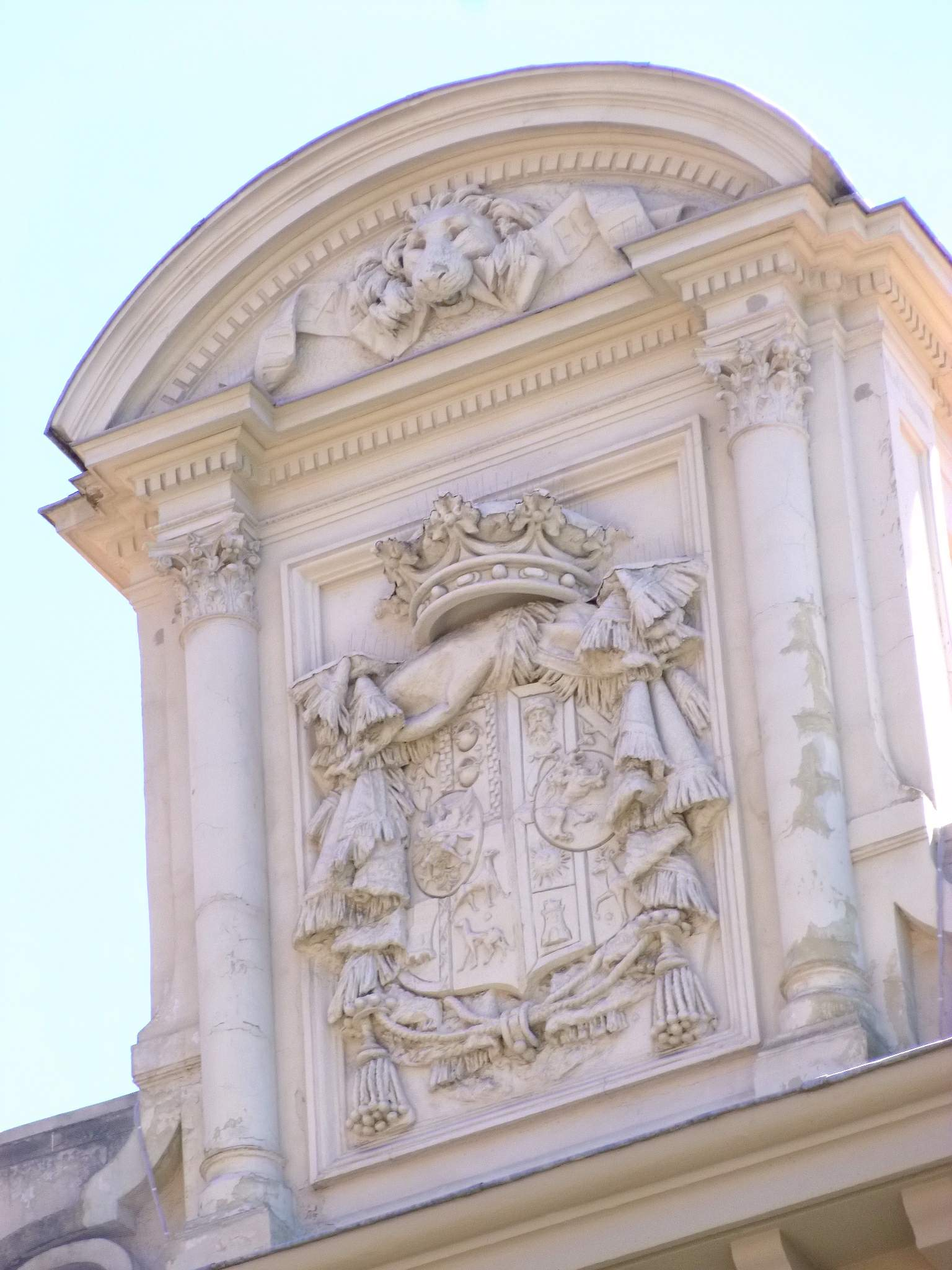
Escudo de los marqueses de Cerralbo en Madrid

- Rodrigo Pacheco Osorio de Toledo (1510-después de 1540), I marqués de Cerralbo[4] y VI señor de Cerralbo. Era hijo de Juan Pacheco y Maldonado, que murió antes que su padre, y de su esposa, Ana de Toledo, hija de los señores de Villorias. Sirvió desde joven al Emperador Carlos I quien el 2 de enero de 1533 le concedió el título de marqués de Cerralbo. Fue embajador en Roma, capitán general en la guerra de Portugal y gobernador de Galicia. En la frontera de Ciudad Rodrigo mandó construir, entre 1533 y 1540, la mansión de los Cerralbo en la plaza Mayor de Ciudad Rodrigo, conocida como la casa de los Cuetos.[5][6]

Se casó con Ana Enríquez de Toledo, hija de Diego Enríquez de Guzmán, III conde de Alba de Liste, y de Leonor de Toledo. Le sucedió su hijo:
- Juan Pacheco de Toledo (m. Colliure, 29 de marzo de 1592), II marqués de Cerralbo[4] y gobernador y capitán general de Galicia.[7]

Se casó con Inés de Toledo Colonna,hija de García de Toledo Osorio, IV marqués de Villafranca del Bierzo y I duque de Fernandina, y de su esposa, Victoria Colonna y Aragón. Le sucedió su hijo primogénito:
- Rodrigo Pacheco y Osorio (1580-1640), III marqués de Cerralbo[2] y virrey de la Nueva España.

Contrajo matrimonio con Francisca de la Cueva y Córdoba, hija de Beltrán de la Cueva, VI duque de Alburquerque, y de su primera esposa, Isabel de la Cueva y Córdoba. Le sucedió su hijo:
- Juan Antonio Pacheco y Osorio (m. Madrid, 28 de julio de 1680), IV marqués de Cerralbo,[2] I conde de Villalobos,[9][10] menino del rey, caballero de la Orden de Calatrava, capitán general y virrey de Cataluña,[11] consejero de Estado y oidor del Consejo Real y Supremo de las Indias.[12]

Se casó con Juana Fajardo y Manrique, II marquesa de San Leonardo, con quien tuvo dos hijos, Pedro y Francisca de Paula Pacheco, ambos fallecidos en la infancia. Le sucedió en ambos títulos su prima hermana:
- Leonor de Velasco y de la Cueva (m. 1689), V condesa de Cerralbo,[2] II condesa de Villalobos y XI condesa de Siruela,[14] hija de Gabriel de la Cueva y Porras, VII conde de Siruela, y de su esposa Victoria Pacheco y Colonna.[14] Falleció sin descendencia.

- Fernando Nieto de Silva Pacheco y Ruiz de Contreras (m. 14 de agosto de 1695), VI marqués de Cerralbo[2]  y III conde de Villalobos. Era hijo de Luis Nieto de Silva, I conde de Alba de Yeltes, y de María Magdalena Ruiz de Contreras (el tronco común es el quinto abuelo de la quinta marquesa, sexto abuelo del sexto marqués).[15][16]

Contrajo matrimonio, el 18 de septiembre de 1667, con María de Guzmán y Toledo. Le sucedió su hijo:
- José Nieto de Silva y Guzmán, VII marqués de Cerralbo[2] y IV conde de Villalobos.[16]

Se casó, en 1706, con Juana de Mendoza Hijar y Sotomayor, sin descendencia. Le sucedió su hermana:
- Isabel María Nieto de Silva Pacheco y Guzmán o Isabel Nieto de Silva Pacheco y Guzmán o Isabel Nieto de Silva y Guzmán (Salamanca, 1690-19 de agosto de 1736), VIII marquesa de Cerralbo,[2] IX marquesa de Flores Dávila, V condesa de Villalobos y IV condesa de Alba de Yeltes.[16]

Contrajo matrimonio, en 1707, con Francisco de Moctezuma Torres Carvajal (baut. Cáceres, 28 de agosto de 1691). Le sucedió su hijo:
- Vicente de Moctezuma Nieto de Silva y Guzmán (m. Madrid, 19 de mayo de 1752), IX marqués de Cerralbo,[2] VI conde de Villalobos, V conde de Alba de Yeltes, IV marqués de Almarza, X marqués de Flores Dávila y vizconde de Arauzo y de San Miguel.[16]

Se casó, el 8 de julio de 1733, con Antonia de Vera Quiñones, hija de Diego Manuel de Vera Varona, IX marqués de Espinardo, y Antonia María de Cáceres Quiñones. Sin descendencia, le sucedió su hermana:
- María Manuela de Moctezuma Pacheco Nieto de Silva y Guzmán (c. 1722-Salamanca, 6 de junio de 1787), X marquesa de Cerralbo con grande de España,[2] VII condesa de Villalobos,[17] V marquesa de Almarza, XI marquesa de Flores Dávila y V condesa de Alba de Yeltes.[17][20]

Se casó en Salamanca, el 12 de septiembre de 1731, con su primo hermano, Francisco-Ventura de Orense de Moctezuma del Castillo y Guzmán, IV vizconde de Amaya, hijo de Juan Manuel Orense Moctezuma, III vizconde de Amaya, y de María Isabel de Moctezuma y Torres, I marquesa de la Liseda. Le sucedió el único hijo nacido de su matrimonio:
- Francisco-Ventura de Orense y Moctezuma (Salamanca, 1748-Salamanca 24 de marzo de 1789),[21][22][23] XI marqués de Cerralbo, grande de España,[2] VIII conde de Villalobos, VI marqués de Almarza y vizconde de Amaya.[20][17]

Contrajo matrimonio, el 4 de octubre de 1774, con María Luisa de la Cerda y Cernesio,> sin descendencia. Le sucedió su primo hermano, hijo de su tía, Ana María Moctezuma Nieto de Silva y de su esposo Tomás Alejandro de Aguilera y Orense, III conde de Casasola del Campo.
- Manuel Vicente de Aguilera y Moctezuma (Salamanca, 2 de junio de 1741-Navalcarnero, 1 de diciembre de 1798), XII marqués de Cerralbo, grande de España,[2] VII marqués de Almarza,[25] XII marqués de Flores Dávila,[25] VI Alba de Yeltes,[25] IV conde de Casasola del Campo,[25] IX conde de Villalobos[25] y gran cruz de la Orden de Carlos III.[25]

Se casó en Madrid, el 2 de febrero de 1760, con María Cayetana de Galarza y Brizuela (Madrid, 18 de diciembre de 1741-Madrid, 18 de abril de 1806), VI condesa de Peñalva, VII condesa de Foncalada, condesa de Fuenrubia, IV condesa de la Oliva de Gaytán, dama de la Orden de las Damas Nobles de la Reina María Luisa y académica de la Real Academia Latina Matritense. Era hija de Francisco Fernando de Galarza y Suárez de Toledo, III conde la Oliva de Gaytán y de María Manuela de Brizuela y Osorio Velasco y Guadalfajara, condesa de Fuenrubia y camarera de la reina María Josefa Amalia de Sajonia. Le sucedió su hijo:
- Manuel Isidoro de Aguilera Moctezuma-Pacheco y Galarza (Talavera de la Reina, 2 de enero de 1762-Valencia, 3 de diciembre de 1802), XIII marqués de Cerralbo, grande de España,[2] VIII marqués de Almarza,[25] XIII marqués de Flores Dávila,[25] VII conde de Alba de Yeltes, V conde de Casasola del Campo, VIII conde de Foncalada, conde de Fuenrubia, VII conde de Peñalva, X conde de Villalobos[25] y sumiller de corps del futuro rey Fernando VII.[26]

Casó, el 22 de abril de 1780 en Madrid, con María Josefa Joaquina Ruiz de Contreras y Vargas Machuca, VII condesa de Alcudia, grande de España, y VI marquesa de Campo Fuerte Le sucedió su hijo:
- Manuel de Aguilera y de Contreras (m. 27 de junio de 1803), XIV marqués de Cerralbo, grande de España,[2] IX marqués de Almarza, VI conde de Casasola del Campo y XII conde de Villalobos,[28] .

Le sucedió su hermano:
- Fernando de Aguilera y Contreras (Madrid, 20 de agosto de 1784-Madrid, 2 de mayo de 1838), XV marqués de Cerralbo,[29] VIII conde de Alcudia,[30] dos veces grande de España, X marqués de Almarza,[28] VII marqués de Campo Fuerte,[28] XIV marqués de Flores Dávila,[28] VIII conde de Alba de Yeltes,[28] VII conde de Casasola del Campo,[28] X conde de Foncalada,[28] conde de Fuenrubia, V conde de la Oliva de Gaytán,[28] XIII conde de Villalobos,[28] embajador extraordinario en Sajonia (1819), presidente del Consejo de las Órdenes, caballero de la Orden del Toisón de Oro, de la Orden de Alcántara, Gran Cruz de Carlos III y prócer del Reino.

Casó en Madrid, el 26 de diciembre de 1807, con María de las Angustias Fernández de Córdoba y Pacheco, hija de Manuel Antonio Fernández de Córdoba y Pimentel, VIII marqués de Mancera, grande de España de primera clase, marqués de Malpica, marqués de Montalbo y X Povar, y de María Teresa del Carmen Pacheco y Fernández de Velasco, V duquesa de Arión, grande de España. Sin descendencia. El matrimonio se encuentra enterrado en el Cementerio de San Isidro de Madrid. Le sucedió su hermano:
- José de Aguilera y Contreras (Madrid, 23 de septiembre de 1787-Madrid, 25 de diciembre de 1872), XVI marqués de Cerralbo,[29] IX conde de Alcudia,[30] dos veces grande de España, XI marqués de Almarza,[28] VIII marqués de Campo Fuerte,[28] XV marqués de Flores Dávila,[28] IX conde de Alba de Yeltes,[28] VIII conde de Casasola del Campo,[28] XI conde de Foncalada,[28] conde de Fuenrubia, VI conde de la Oliva del Gaytán,[28] alférez mayor de  Burgos, Ciudad Rodrigo y Aranda de Duero, caballero veinticuatro de Salamanca y Granada y gentilhombre grande de España con ejercicio y servidumbre de la reina Isabel II de España.

Contrajo matrimonio en Córdoba, el 11 de abril de 1815, con Francisca Valentina Becerril e Hinojosa. Le sucedió su nieto, hijo de su hijo primogénito, Francisco de Aguilera y Becerril y de su esposa, Luisa de Gamboa y López:
- Enrique de Aguilera y Gamboa (Madrid, 8 de julio de 1845-Madrid, 27 de agosto de 1922), XVII marqués de Cerralbo,[29] X conde de Alcudia,[30] dos veces grande de España, XII marqués de Almarza,[28] IX marqués de Campo Fuerte,[28] XII conde de Foncalada[28] y XVI conde de Villalobos.[28] Era hijo de  Francisco de Asís de Aguilera y Becerril (Madrid, 27 de enero de 1817-Madrid, 1 de julio de 1867), XV conde de Villalobos,[28] y de Luisa de Gamboa y López.[28]

Casó, el 27 de agosto de 1922, con Inocencia Serrano y Cerver, viuda de Antonio María del Valle, padres Antonio María del Valle y Serrano Angelín Cerver, I marqués de Villa-Huerta, con quien no hubo descendencia. Le sucedió su sobrino nieto:
- Manuel de Aguilera y Lignés (Madrid, 7 de marzo de 1904-Madrid, 1 de junio de 1977), XVIII marqués de Cerralbo, grande de España,[29] XIII marqués de Almarza, XVIII marqués de Flores Dávila. hijo de Manuel de Aguilera y Pérez de Herrasti, XVII marqués de Flores Dávila,  y de María del Carmen de Lignés y Balez, hija de los I marqueses de Alhama.[34]  Soltero sin descendencia, le sucedió su primo hermano:

- Fernando de Aguilera y Abárzuza (Jaén, 9 de junio de 1920-Madrid, 9 de junio de 1980), XIX marqués de Cerralbo, grande de España,[29] XIV marqués de Almarza y de Cúllar de Baza. Era hijo de Fernando de Aguilera y Pérez de Herrasti, conde de Fuenrubia, y de Teresa de Abárzuza y Robles, marquesa de Cúllar de Baza.[35]

Se casó el 16 de julio de 1948 con Pilar Narváez y Coello de Portugal. Le sucedió su hijo:
- Fernando de Aguilera y Narváez (n. Madrid, 1 de enero de 1952), XX marqués de Cerralbo,[29] grande de España, XVII conde de Villalobos, título que rehabilitó en 1994,[36][37] XV marqués de Almarza[38] XI conde de Casasola del Campo y VII marqués de Cúllar de Baza.[39]

Se casó en primeras nupcias el 9 de julio de 1979 con María Luisa Tovar y Gallego y en segundas en Madrid en 18 de mayo de 2002 con Dolores Cavero y Martínez de Campos, VI condesa de Santovenia, hija de Íñigo Cavero, barón de Carondelet, y de su esposa Belén Martínez de Campos y Carulla.